# Felix Titz
Felix Titz (* 7. Februar 1854 in Berlin; † 24. Dezember 1894 ebenda) war ein deutscher Architekt.
Felix Titz war der Sohn des Architekten Eduard Titz und der Henriette Falkenberg und wurde auf den Namen Hermann Anton Felix Falkenberg getauft. Später führte er den Namen seines Vaters. Seine Brüder waren der Architekt Oskar Titz und der Dekorationsmaler Max Titz. Nach seiner Ausbildung arbeitete er ab 1877 mit seinem Bruder Oskar in „Titz’s Atelier für Architektur“ zusammen. Als Theaterbaumeister baute er 1883 das Woltersdorff-Theater in der Chausseestraße 25/26 zum Friedrich-Wilhelm-Städtischen Theater um. Als Oskar Titz 1887 mit 42 Jahren starb, führte Felix Titz die Firma als „Titz, jun. Atelier für Architektur, Dekoration, Bauausführung, Kunstgewerbe“ weiter. Er starb im Alter von 40 Jahren.